# Билис

Билис или Бейлис е античен древногръцки град изграден на хълм с височина 523 m в Южна Албания. Намира се на 3 km северно досами река Вьоса, и на 5 km южно от Балши. Унищожен е при славянското нахлуване през 576 година, след което градския и епископски център на областта се мести в Балши, където е и днес.

## Галерия
- Указателната табела
- Градската катедрала
- Градският театър
- Поглед към река Вьоса